# Norte grande de Chile

Mapa de las regiones naturales de Chile.
El Norte Grande se encuentra en naranja oscuro.

El Norte grande es una de las cinco regiones naturales en que tradicionalmente se divide Chile. Se inicia a partir la regiones de Arica y Parinacota, Tarapacá, Antofagasta y la mitad norte de Atacama, además de las islas Desventuradas que dependen de la región de Valparaíso. Se caracteriza por su clima desértico, con el desierto más árido del planeta Tierra, el desierto de Atacama, y por el altiplano andino, además de poseer la cordillera de la Costa y de los Andes, los valles transversales y la depresión intermedia. Limita al norte con Perú, al este con Bolivia y Argentina, al oeste con el océano Pacífico, y al sur con el río Copiapó, donde comienza el Norte Chico, la otra parte de la zona norte de Chile. La región tiene una población de 1.694.580 habitantes según estimaciones del INE al año 2023. En ella se encuentran tres puertos importantes: Arica, Iquique y Antofagasta, que junto con Calama son los centros urbanos más importantes de la región. Las principales ciudades de la zona del Norte Grande de Chile, ordenadas por población, provincia y región son:
| N.º | Ciudad      | Población | Provincia   | Región             |
| --- | ----------- | --------- | ----------- | ------------------ |
| 1.º | Antofagasta | 361 873   | Antofagasta | Antofagasta        |
| 2.º | Iquique     | 293 068   | Iquique     | Tarapacá           |
| 3.º | Arica       | 221 364   | Arica       | Arica y Parinacota |
| 4.º | Calama      | 165 731   | Loa         | Antofagasta        |
| 5.º | Tocopilla   | 25 186    | Tocopilla   | Antofagasta        |
| 6.º | Caldera     | 17 662    | Copiapó     | Atacama            |
| 7.º | Chañaral    | 14 146    | Chañaral    | Atacama            |

## Galería

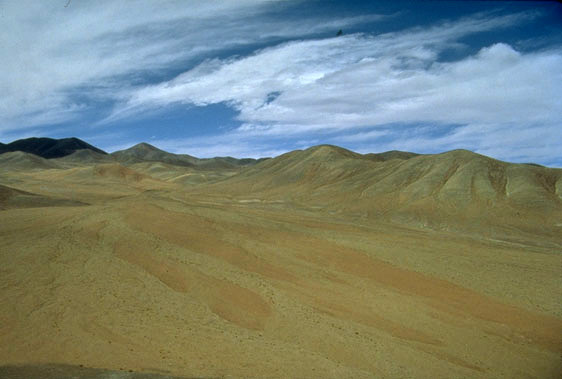
Desierto de Atacama.
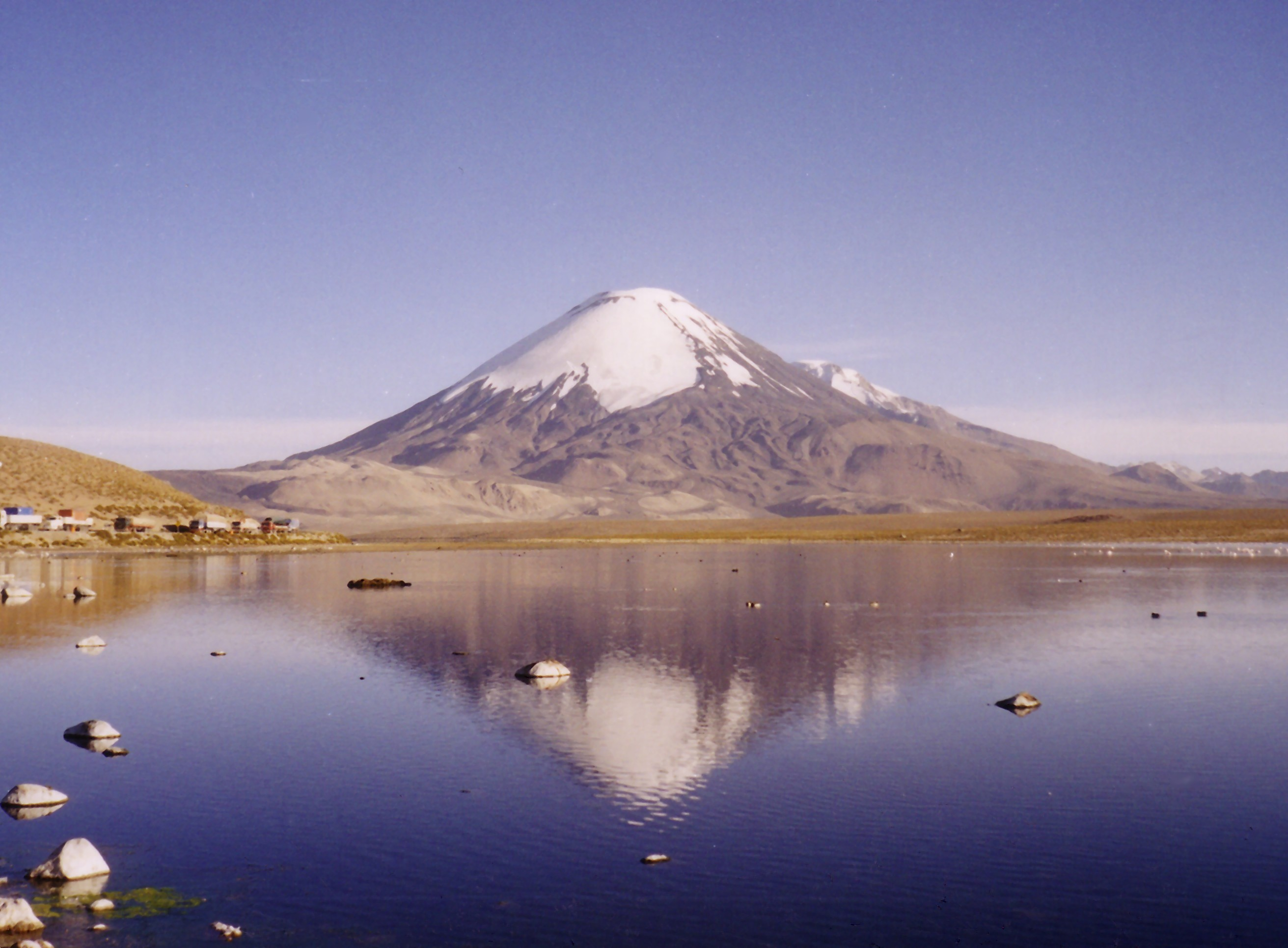
Vista del lago Chungará con el volcán Parinacota al fondo, en el Parque Nacional Lauca.
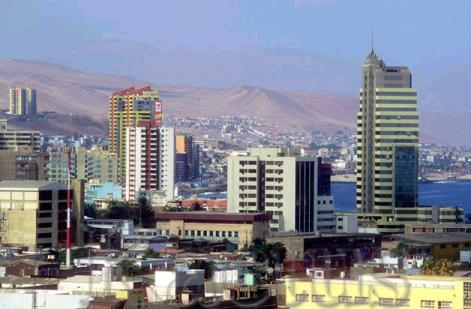
Antofagasta, la principal urbe de la zona.